# Raspel

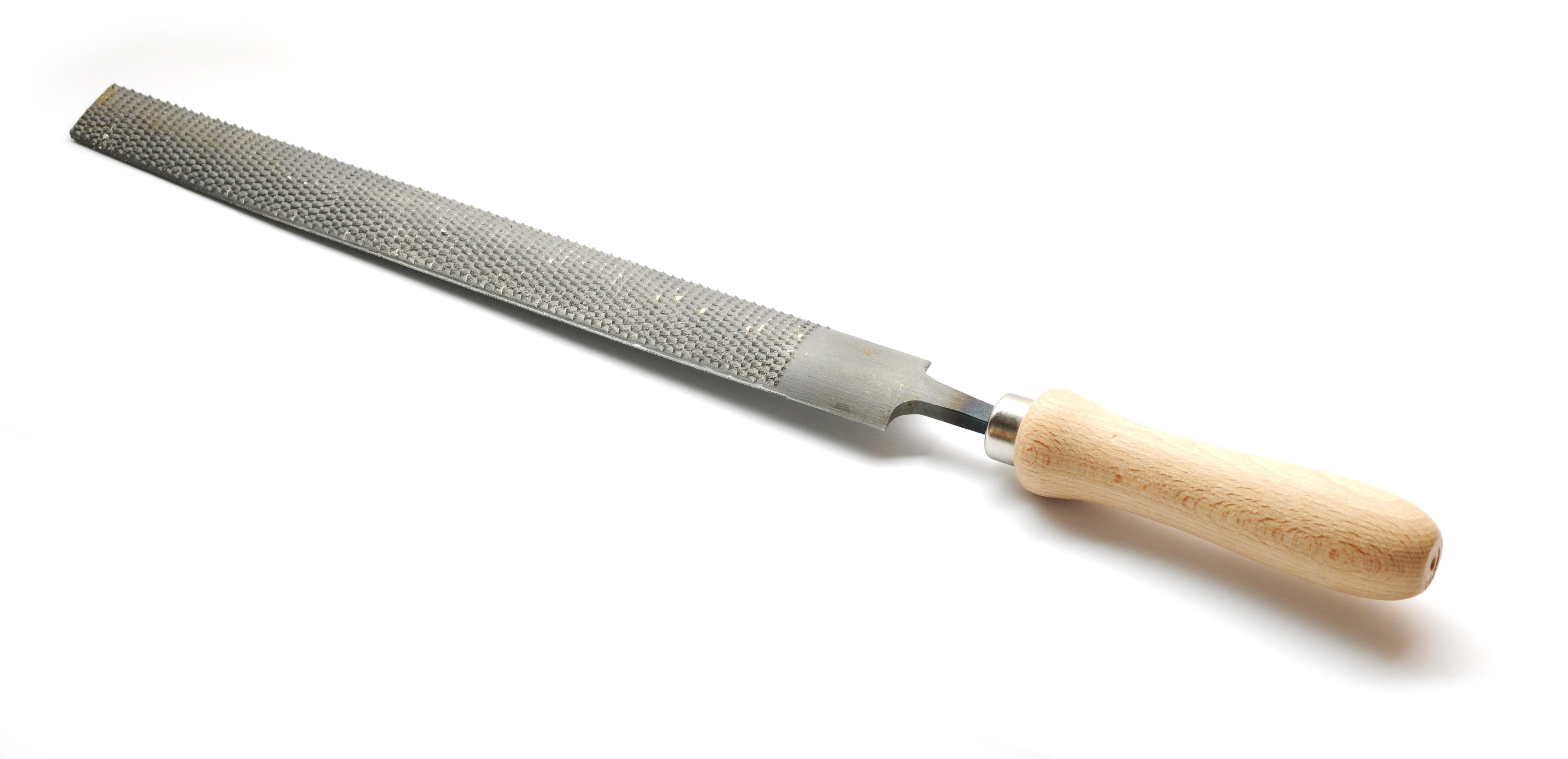
Raspel mit Heft

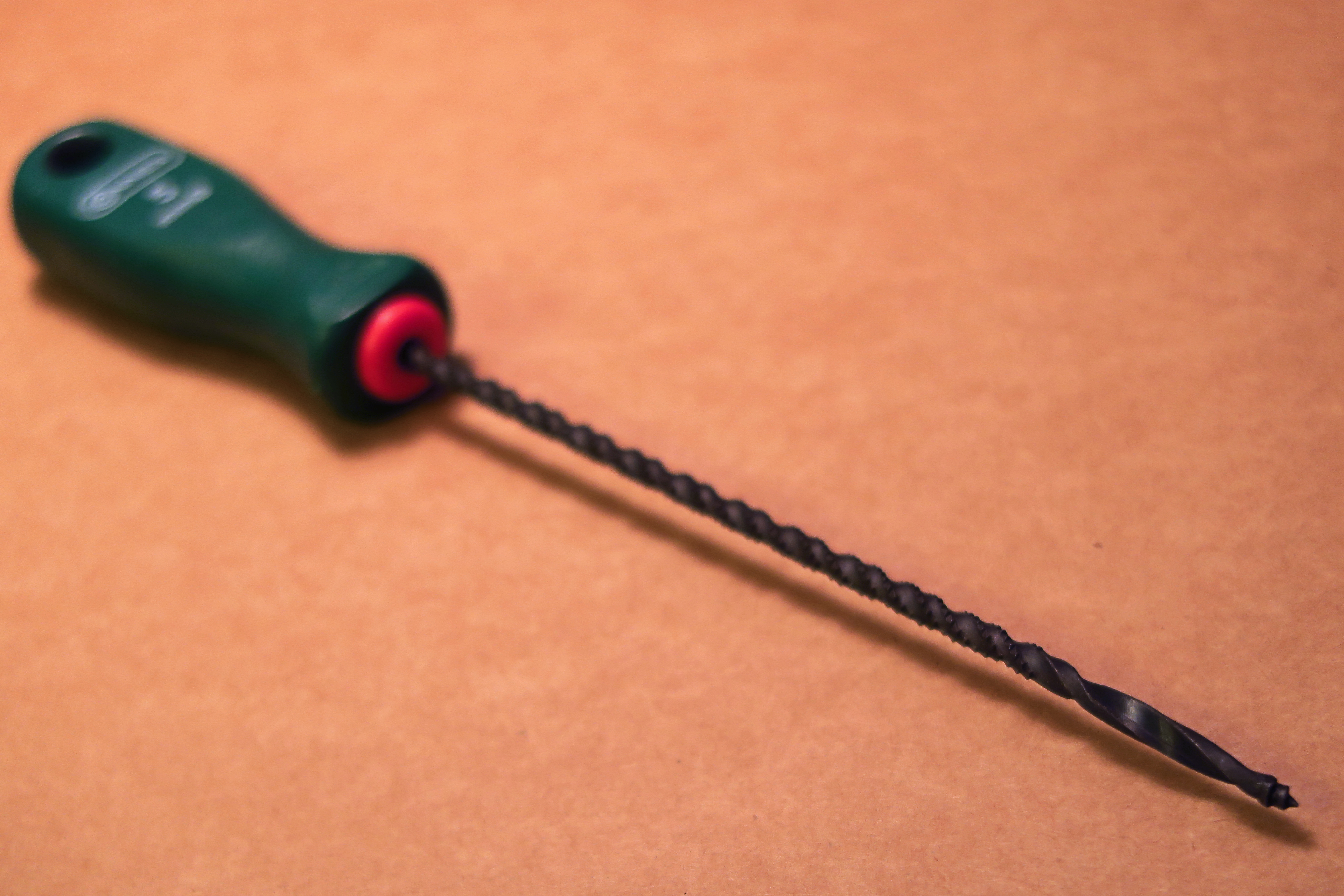
Bohrraspel mit Durchmesser 5 mm

Die Raspel ist ein Werkzeug zur spanabhebenden Bearbeitung von relativ weichen Materialien wie Holz, Kunststoff, Horn oder Weichgestein. Vor allem früher wurden Raspeln auch zur Bearbeitung von Nichteisenmetallen und ungehärteten Stählen verwendet. Die Raspelzähne (Hiebe) der aus gehärtetem Stahl gefertigten Raspel ragen aus dem Blatt. Sie reißen deshalb bei der Schnittbewegung Späne aus dem Material. Die zurückbleibenden tiefen Spuren in der Oberfläche können z. B. mit einer Feile weiter geglättet werden. Aufgrund der erheblichen größeren Zähne trägt eine Raspel wesentlich mehr Material ab als eine Feile.
Raspeln werden auch in der Bildhauerei zur Bearbeitung von Weichgesteinen, wie beispielsweise Speckstein, Alabaster, Kalkstein oder Marmor eingesetzt. Aufgrund des hohen Verschleißes konventioneller Raspeln bei der Bearbeitung mittelharter Gesteine wie Kalkstein sind auch Raspeln erhältlich, bei denen die Zähne nicht in den Raspelkörper eingeschlagen sind, sondern durch auf den Raspelkörper aufgebrachte Hartmetallsplitter gebildet werden.
Eine Sonderform stellt die Bohrraspel, auch Stichling oder Bohrsäge genannt dar. Sie ist an der Spitze wie ein Holzhandbohrer gearbeitet. Mit dem dahinterliegenden Raspelteil des Werkzeugs kann nach dem Durchbohren des Werkstücks das Bohrloch erweitert werden. Ferner werden besonders grobe Raspeln von Hufschmieden bei der Pflege von Tierhufen eingesetzt, zum Beispiel bei Pferden. Sogenannte Riffel- oder Bildhauerraspeln bieten an beiden Enden Raspelflächen; ohne Heft (Holz- oder Kunststoffgriff), werden diese am glatten Mittelteil geführt. Zur Körperpflege gibt es Hornhautraspeln und -feilen.

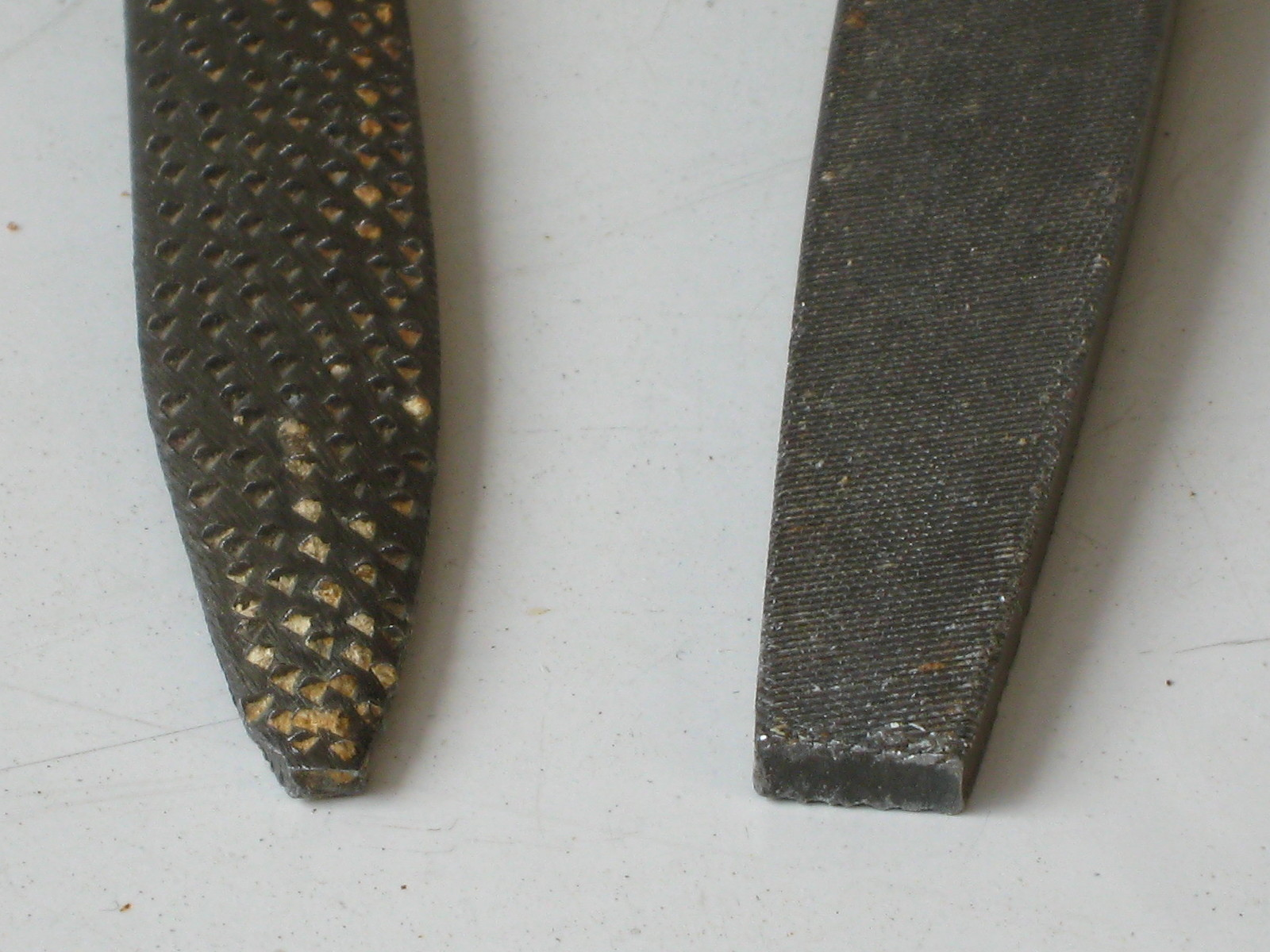
Vergleich der Zahnung einer Raspel (links) und Feile (rechts)
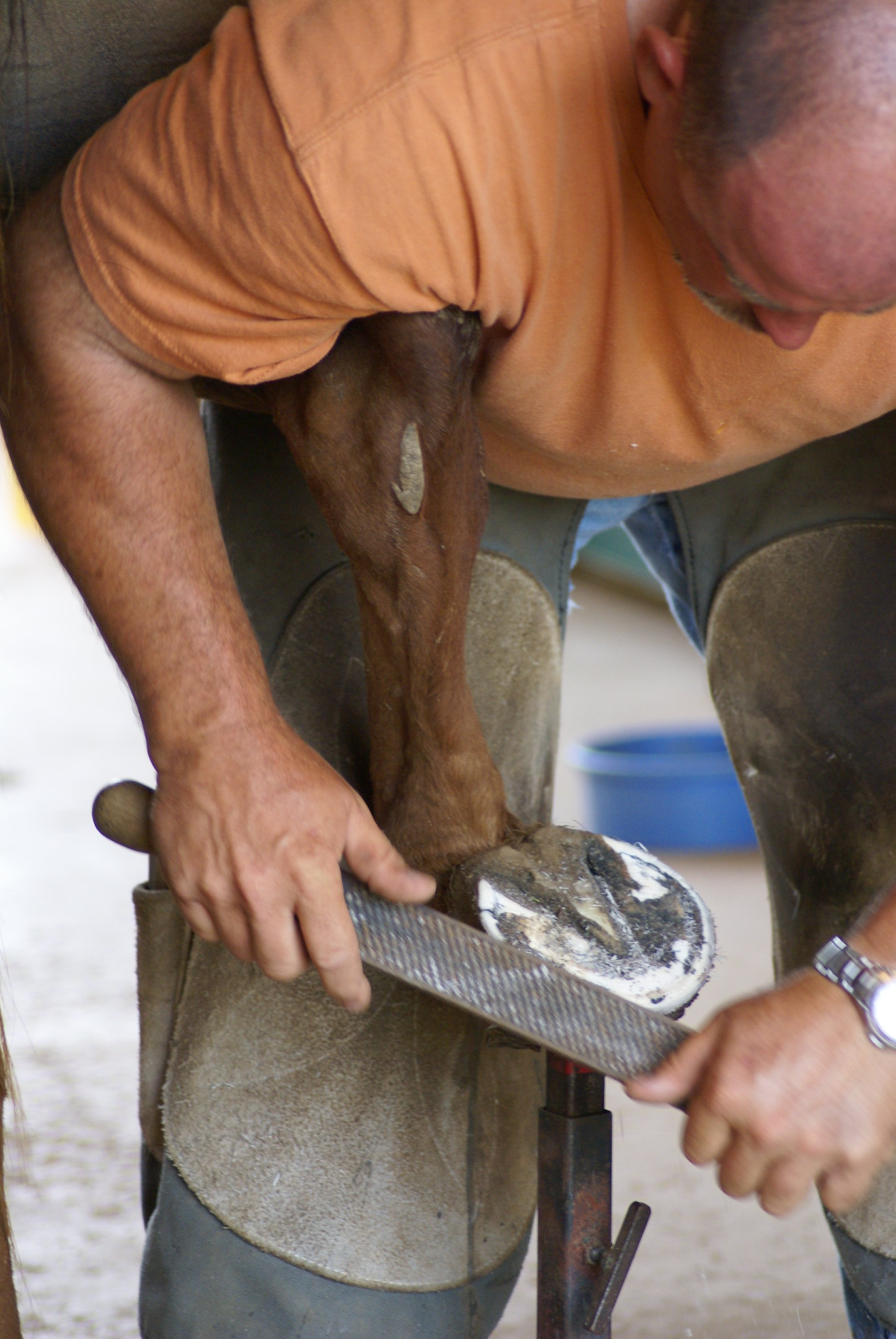
Hufbearbeitung mit der Raspel
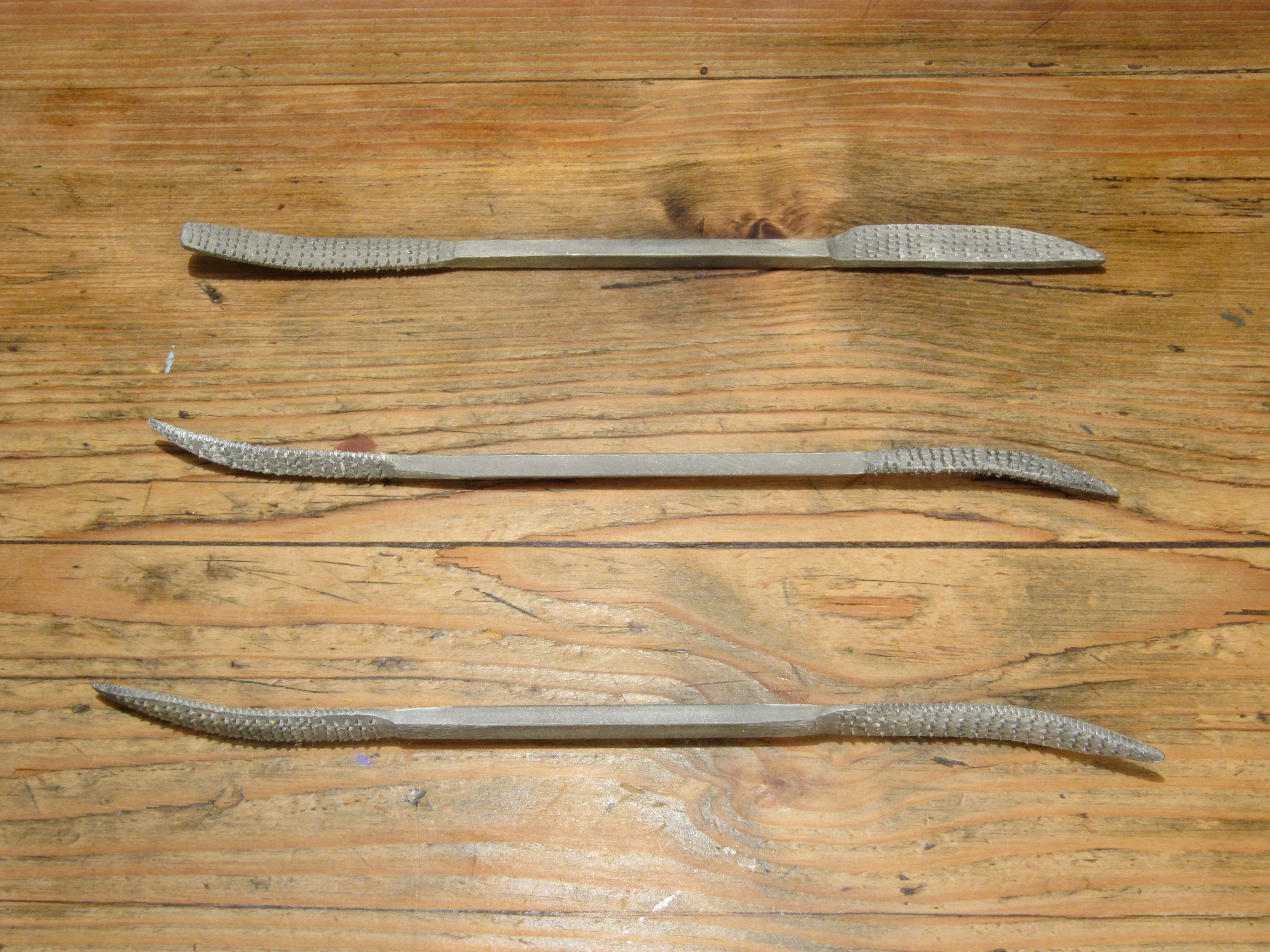
Riffelraspeln mit unterschiedlichen Formen